# Manobia elysia
Manobia elysia es una especie de insecto coleóptero de la familia Chrysomelidae. Fue descrita en 1984 por Samuelson.